# Peep World
Peep World é um filme de comédia estrelado por Michael C. Hall, Judy Greer, Rainn Wilson, Kate Mara, Troian Bellisario, Alicia Witt, Taraji P. Henson e Sarah Silverman. Foi apresentado em 2010 no Festival Internacional de Cinema de Toronto, sem data prevista para estrear nos cinemas.

## Sinopse
No dia da festa de aniversário de seu pai de 70 anos, quatro irmãos (Michael C. Hall, Judy Greer, Rainn Wilson, Kate Mara) chegam a um acordo com a publicação de um romance escrito pelo irmão mais novo que expõe os segredos mais íntimos da família.

## Elenco
- Michael C. Hall como Jack
- Judy Greer como Laura
- Rainn Wilson como Joel
- Kate Mara como Meg
- Troian Bellisario como P.A.
- Alicia Witt como Amy
- Taraji P. Henson como Mary
- Sarah Silverman como Cheri
- Ron Rifkin como Henry
- Octavia Spencer como Alison
- Stephen Tobolowsky
- Lesley Ann Warren
- Deborah Pratt como Cassandra Williamson
- Leslie Speight como Wizdom
- Raja Fenske como Rajeev
- Ben Schwartz como Nathan